# Veronica Inglese
Veronica Inglese (ur. 22 listopada 1990 w Barletcie) – włoska lekkoatletka, specjalizująca się w biegach długodystansowych.
Brązowa medalistka mistrzostw Europy juniorów z Nowego Sadu (2011).
Dwudziesta druga zawodniczka światowego czempionatu w półmaratonie w 2014. Dwa lata później na kolejnych mistrzostwach globu w Cardiff uplasowała się na 16. miejscu. W tym samym roku Włoszka wywalczyła srebrny medal czempionatu Starego Kontynentu w Amsterdamie w tej samej konkurencji oraz zadebiutowała na igrzyskach olimpijskich w Rio de Janeiro.
Złota medalistka mistrzostw Włoch, a także reprezentantka kraju w mistrzostwach Europy i świata w biegach przełajowych.

## Osiągnięcia
| Rok  | Rodzaj zawodów                            | Miasto         | Konkurencja           | Miejsce     | Wynik    |
| ---- | ----------------------------------------- | -------------- | --------------------- | ----------- | -------- |
| 2006 | Gimnazjada                                | Saloniki       | bieg na 1500 metrów   | 12. miejsce | 4:42,87  |
| 2007 | Mistrzostwa Europy w biegach przełajowych | Toro           | bieg juniorek         | 75. miejsce | 16:04    |
| 2008 | Mistrzostwa świata w biegach przełajowych | Edynburg       | bieg juniorek         | 47. miejsce | 22:05    |
| 2008 | Mistrzostwa Europy w biegach przełajowych | Bruksela       | bieg juniorek         | 37. miejsce | 14:47    |
| 2009 | Mistrzostwa Europy juniorów               | Nowy Sad       | bieg na 5000 metrów   | 3. miejsce  | 16:41,37 |
| 2009 | Mistrzostwa Europy w biegach przełajowych | Dublin         | bieg juniorek         | 35. miejsce | 15:13    |
| 2011 | Mistrzostwa świata w biegach przełajowych | Punta Umbría   | bieg seniorek         | 89. miejsce | 29:02    |
| 2013 | Mistrzostwa Europy w biegach przełajowych | Belgrad        | bieg seniorek         | 8. miejsce  | 27:12    |
| 2014 | Mistrzostwa świata w półmaratonie         | Kopenhaga      | półmaraton            | 22. miejsce | 1:10:57  |
| 2015 | Mistrzostwa Europy w biegach przełajowych | Hyères         | bieg seniorek         | 19. miejsce | 26:45    |
| 2016 | Mistrzostwa świata w półmaratonie         | Cardiff        | półmaraton            | 16. miejsce | 1:10:59  |
| 2016 | Mistrzostwa Europy                        | Amsterdam      | bieg na 10 000 metrów | 6. miejsce  | 31:37,43 |
| 2016 | Mistrzostwa Europy                        | Amsterdam      | półmaraton            | 2. miejsce  | 1:10:35  |
| 2016 | Igrzyska olimpijskie                      | Rio de Janeiro | bieg na 10 000 metrów | 30. miejsce | 32:11,67 |

## Rekordy życiowe
- bieg na 5000 metrów – 15:22,45 (2016)
- bieg na 10 000 metrów – 31:37,43 (2016)
- półmaraton – 1:10:35 (2016)